# Falmer Stadium
Das Falmer Stadium ist ein Fußballstadion in Brighton and Hove der Nähe des englischen Dorfes Falmer in der Grafschaft East Sussex. Auf den vier überdachten Zuschauerrängen verteilen sich insgesamt 31.780 Sitzplätze. Falmer liegt an der Stadtgrenze etwa acht bis zehn Kilometer von Brighton entfernt. Der Eigentümer und Hauptnutzer der Sportstätte ist der Fußballclub Brighton & Hove Albion (Spitzname: The Seagulls, deutsch Die Möwen). Am 22. Juni 2010 gab der Verein bekannt, dass der Finanzdienstleister American Express Namenssponsor des Stadions geworden ist. Der offizielle Name lautete bis zum August 2023 American Express Community Stadium; auch abgekürzt als The AMEX. Im August 2019 vereinbarten der Club und American Express die Verlängerung der Partnerschaft. Der Vertrag hat eine Laufzeit von 12 Jahren. Das Unternehmen zahlt rund 130 Mio. Euro. Die Vereinbarung umfasst den Namen des Stadions und des Trainingsgeländes sowie Trikotsponsor aller Mannschaften von Brighton & Hove Albion. Seit dem 1. August 2023 heißt es nur noch American Express Stadium. Das erste offizielle Spiel im Stadion wurde am 16. Juli 2011 ausgetragen. Es trafen Brighton & Hove Albion und Eastbourne Borough im Finale des Sussex Senior Cup aufeinander. Vor über 7.000 Besuchern siegten die Hausherren im neuen Stadion mit 2:0 Toren. Die offizielle Eröffnung fand am 30. Juli statt. In einem Freundschaftsspiel war die Mannschaft der Tottenham Hotspur zu Gast; die Begegnung endete mit einem 2:3 für die Hotspur. Beim ersten Heimspiel der Football League Championship 2011/12 am 6. August 2011 traf Brighton vor 20.219 Zuschauern auf die Doncaster Rovers. Die Partie endete mit einem 2:1-Sieg für die Heimmannschaft. Die Rovers waren am 26. April 1997 auch der letzte Gegner im alten Stadion Goldstone Ground.

## Geschichte

### Der lange Weg vom Goldstone Ground nach Falmer

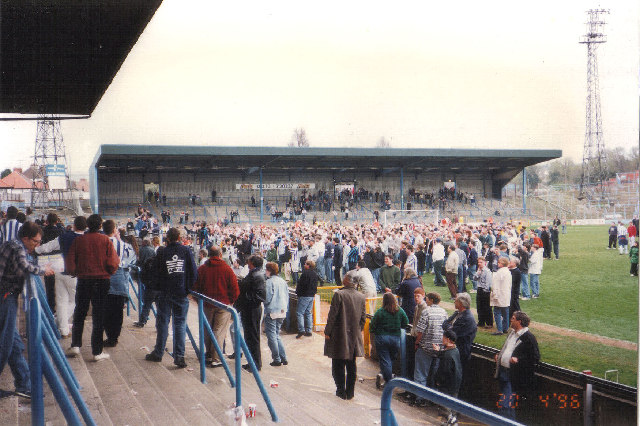
Der Goldstone Ground im Jahr 1996

Von 1902 bis 1997 war der Goldstone Ground die sportliche Heimat der Brighton & Hove Albion. Wegen finanzieller Probleme, und zur Abwendung eines Konkurses, verkaufte der Verein das Grundstück des Goldstone Ground. Im Mai 1997 stand der Verein ohne ein taugliches Stadion da. Für zwei Spielzeiten kam der Verein im 120 Kilometer entfernten Priestfield Stadium des FC Gillingham unter. 1999 bekam der Verein die Genehmigung des Gemeinderates von Brighton and Hove das Withdean Stadium in Brighton zu nutzen. Die Sportstätte mit einer Leichtathletikanlage war bei Heim- wie Gästefans wegen der Laufbahn zwischen Spielfeld und Zuschauern sehr unbeliebt.
Der Verein plante unterdessen den Bau eines neuen Stadions, der die Heimatlosigkeit der Mannschaft und der Fans beenden sollte. Im März 1998 wählte man ein Grundstück in Falmer neben der University of Sussex an der Grenze zum Nationalpark South Downs National Park als einen möglichen Standort aus. Das Bauland liegt verkehrsgünstig in der Nähe der Hauptverkehrsstraße A27 und ist unweit der Falmer Railway Station, dem Bahnhof von Falmer, gelegen. Am 17. Oktober 1998 fiel die Entscheidung für einen Standort. Die Fans des Clubs wurden in die Auswahl mit einbezogen, welcher der beste Ort für den Bau wäre. Aus einer anfänglichen Liste von 16 Standorten wählte man vier Bauplätze aus. Als beste Wahl ging daraus das Grundstück an der Universität hervor.
Für den 6. Mai 1999 wurde ein Referendum anberaumt. Dort wurden die Fragen gestellt, ob das neue Stadion der Albion gebaut werden soll und ob es dann am Standort Falmer errichtet werden soll. Vor der Bürgerbefragung verteilten Unterstützer in einer dreiwöchigen Flugblatt-Aktion an die 104.000 Haushalte in Brighton and Hove. Bei der Befragung entfielen 56.701 Stimmen, dies waren 83,5 % der abgegebenen Stimmen, für den Bau des Fußballstadions und 44.985 Stimmen (63,5 %) für den Standort Falmer. Im Mai 2002 sammelten Fans in einer Liste 61.452 Unterschriften, die dem Stadtrat übergeben wurden mit der Forderung nach einer Baugenehmigung für das Stadion. Der Planungsausschuss des Stadtrates stimmte eindeutig für den Bau eines Stadions in Falmer. Es schrieben 9.643 Fans an den Stadtrat, die den Antrag unterstützten.
Im Oktober 2001 stellte der Brighton & Hove Albion einen Antrag für die Baugenehmigung. Die Unitary Authority Brighton and Hove erteilte im Juni 2002 die Genehmigung. Darauf folgte im Juni 2003 eine öffentliche Untersuchung. Der Secretary of State kam zu dem Schluss, dass weitere Standorte zum Bau geprüft werden sollen. Am 1. Dezember 2003 reiste eine Delegation der Seagulls, angeführt von Des Lynam und Norman Cook, nach London in die Downing Street Nr. 10 und übergaben die Liste mit über 60.000 Unterschriften und knapp 10.000 Briefe von Fans an den damaligen, stellvertretenden Premierminister John Prescott, um der Forderung nach dem Stadion Nachdruck zu verleihen.
Am 27. November 2004 marschierten Tausende Albion-Fans, zusammen mit dem Vereinsvorsitzenden Dick Knight, dem Trainer Mark McGhee und Ex-Trainer Micky Adams sowie den Spielern, zum Parteitag der Labour Party, um für ein neues Stadion zu demonstrieren. Anfang 2005 fand die zweite öffentliche Untersuchung statt. Sie hatte zum Ergebnis, dass keiner der sieben, alternativen Bauplätze für den Bau geeignet war. Im Oktober 2005 vergab John Prescott erneut eine Baugenehmigung. Dies stieß beim District Lewes, dem Gemeinderat von Falmer und des South Downs Joint Committee sowie Anwohnern auf Gegenwehr. Aufgrund von Fehlern wurde die Genehmigung im November 2005 wieder zurückgenommen und auf den Verein kamen Anwaltskosten von 90.000 £ zu.
Im Juli 2007 erhielt der Verein, durch die damalige Secretary of State für die Kommunen und Lokalpolitik Hazel Blears, die Baugenehmigung zurück. Ebenfalls im Juli wurden erste Pläne für das Stadion veröffentlicht. Kurz nach der Entscheidung durch Hazel Blears gaben die drei größten Gegner (der District Lewes, die Gemeinde Falmer und das South Downs Joint Committee) ihren Widerstand gegen das Stadionprojekt auf und setzten keine weiteren, gerichtlichen Mittel dagegen ein. Am 4. September 2007 lief die Einspruchsfrist ab und dem Brighton & Hove Albion wurde die Baugenehmigung erteilt. Nun war nach neun Jahren der Weg zur neuen Heimat der Seagulls geebnet.

### Bau und Ausstattung
Für den Bau war als Haupt-Bauunternehmen die Buckingham Group Contracting Ltd verantwortlich. Offiziell begannen die Arbeiten am 17. Dezember 2008. Die Pläne für das Stadion stammen von der KSS Group. Das Stadion hat Platz für 22.500 Besucher. Es wurde für eine Erweiterung auf 30.000 Plätze ausgelegt. Dafür würde die Osttribüne einen Oberrang erhalten und die Stadionecken würden ausgebaut. Die Kosten des Baus wurden auf 93 Millionen £ veranschlagt.
Im Oktober 2009 konnten die Arbeiten an der dreistöckigen Haupttribüne im Westen beginnen und am Nordrang fortgesetzt werden. Rund ein Jahr nach dem Beginn wurde im November 2009 der 165 Meter lange Dachbogen der Gegentribüne im Osten aufgestellt. Der zweite Dachbogen über der Haupttribüne wurde im Juni 2010 installiert. Ende Mai 2011 konnten die letzten Bauarbeiten am Stadion beendet und das Stadion dem Verein übergeben werden. Der Zeitplan konnte eingehalten werden, trotz Änderungen und des schlechten Wetters im Winter 2010. Rund 3 Millionen £ wurden in den Innenausbau investiert. Die Räume wurden ausgestattet und möbliert bis hin zu Tellern, Gläser und Bestecken für die Küche und das Restaurant im Stadion.
Das Stadion ist mit 14 Logen, 2.500 Business-Sitzen, einem Museum, Büros sowie Räumen für Konferenzen, Ausstellungen, Bankette, Hochzeiten, Feiern und ähnlichen Veranstaltungen ausgestattet. Auf der Osttribüne liegt der Family Stand für Familien und auf dem Südrang finden die Gästefans ihre Plätze. Der Parkplatz der University of Sussex bietet am Wochenende 1.100 und werktags 700 Plätze für die Besucher. An der Nordseite des Stadions liegen 150 Parkplätze für Spieler und Mitarbeiter des Vereins sowie für behinderte Besucher der Anlage. Des Weiteren stehen noch 220 Fahrradstellplätze zur Verfügung. Abseits der Fußballspiele kann das Stadion auch für Rugby- und Hockeyspiele als auch für Musikkonzerte genutzt werden.
Im Januar 2012 gab der Verein bekannt, das Stadion auf die möglichen 30.000 Plätze auszubauen. Dies sei nötig, um konkurrenzfähig zu bleiben, wenn man in die Premier League aufsteigen will. Des Weiteren wird ein 22 Mio. £ teures modernes Trainingszentrum und eine Fußball-Akademie für den Nachwuchs entstehen. Insgesamt werden 36 Mio. £ in den Ausbau investiert. Im Januar 2013 wurden die Verträge für den Bau des Trainingszentrums unterschrieben. Der Brighton & Hove Albion erhielt im April 2012 die Genehmigung für die Baumaßnahmen und vor der Saison 2012/13 wurde die Kapazität des Stadions um 5.000 Plätze auf 27.500 erhöht. Im März 2013 stieg die Zahl durch eine weitere Ergänzung auf jetzt 30.750 Plätze. Nach dem Ausbau wurde am 4. Mai 2013 bei einem Spiel der Football League Championship gegen die Wolverhampton Wanderers ein Besucherrekord von 30.003 Zuschauern aufgestellt.
Das AMEX soll nochmals erweitert werden. Mitte März 2021 genehmigte der Stadtrat die Pläne des Clubs. Bis zum Start der Saison 2021/22 sollen 31.800 Plätze bereitstehen. Nach Beendigung der Arbeiten sollen rund 32.500 Plätze verfügbar sein. Die Erweiterung war schon für 2020 geplant, wurde aber wegen der COVID-19-Pandemie verschoben. Neben dem Ausbau sind auch eine neue externe Fanzone mit Kiosken, Toiletten und einer Großbildleinwand geplant.

## Veranstaltungen

### Rugby-Union-Weltmeisterschaft
Das Stadion in Falmer ist eines der Stadien in der die Rugby-Union-Weltmeisterschaft 2015 ausgetragen wurde.

### Konzerte
Die ersten Musikkonzerte gab der britische DJ Fatboy Slim, selbst langjähriger Fan der Brighton & Hove Albion, am 1. und 2. Juni 2012.

## Auszeichnungen
Das Stadion wurde 2011 mit dem Architekturpreis Structural Steel Design Award ausgezeichnet.
Im Mai 2012 setzte sich das Falmer Stadium bei den Stadium Business Awards im italienischen Turin gegen sieben andere Stadien durch und bekam den New Venue Award verliehen.

## Besucherrekord und Zuschauerschnitt
Der Besucherrekord stammt vom 29. Oktober 2022 in der Premier League 2022/23, als Brighton & Hove Albion vor 31.746 Zuschauern auf den FC Chelsea traf. Der Rekord im alten Goldstone Ground wurde am 27. Dezember 1958 aufgestellt. Die Begegnung der Second Division 1958/59 gegen den FC Fulham sahen 36.747 Zuschauer.
In der letzten Saison 2010/11 im unbeliebten Withdean Stadium mit Leichtathletikanlage kamen zu den Spielen der Seagulls nur rund 7.000 Zuschauer. Das AMEX, als reines Fußballstadion ohne Laufbahn, entwickelte sich in kürzester Zeit zum Publikumsmagneten.
- 2010/11: 07.352 (Football League One)
- 2011/12: 20.028 (Football League Championship)
- 2012/13: 26.236 (Football League Championship)
- 2013/14: 27.283 (Football League Championship)
- 2014/15: 25.645 (Football League Championship)
- 2015/16: 25.583 (Football League Championship)
- 2016/17: 27.972 (Premier League)
- 2017/18: 30.403 (Premier League)
- 2018/19: 30.426 (Premier League)
- 2019/20: 30.358 (Premier League)
- 2020/21: N/A (Premier League)
- 2021/22: 30.943 (Premier League)

## Sonstiges
Einen besonderen Scherz erlaubten sich Bauarbeiter bei der Montage der Kunststoffsitze. Auf den Rängen sind mehrere Möwen, nach dem Spitznamen des Vereins, mit Sitzen dargestellt. Auf dem Oberrang der Haupttribüne haben die Arbeiter vier weiße Sitze so platziert, dass es den Anschein hat die Möwe würde Vogelkot verlieren. Der Verein ließ dies ändern und die vier Sitze wurden in den Vogelschwanz integriert. Brighton & Hove Albion bezeichnete dies als Säuberungsaktion.

## Galerie

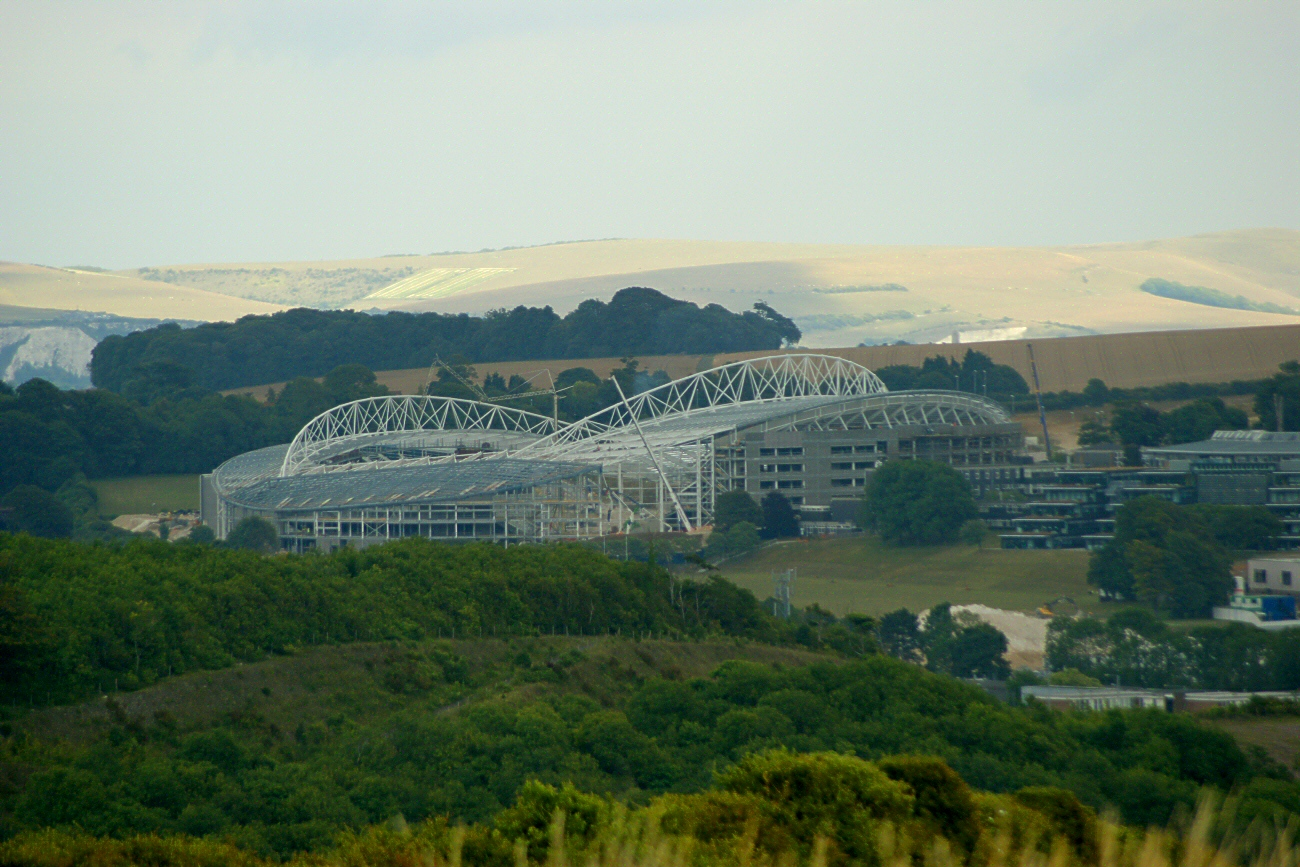
Die Stadionbaustelle im Juli 2010
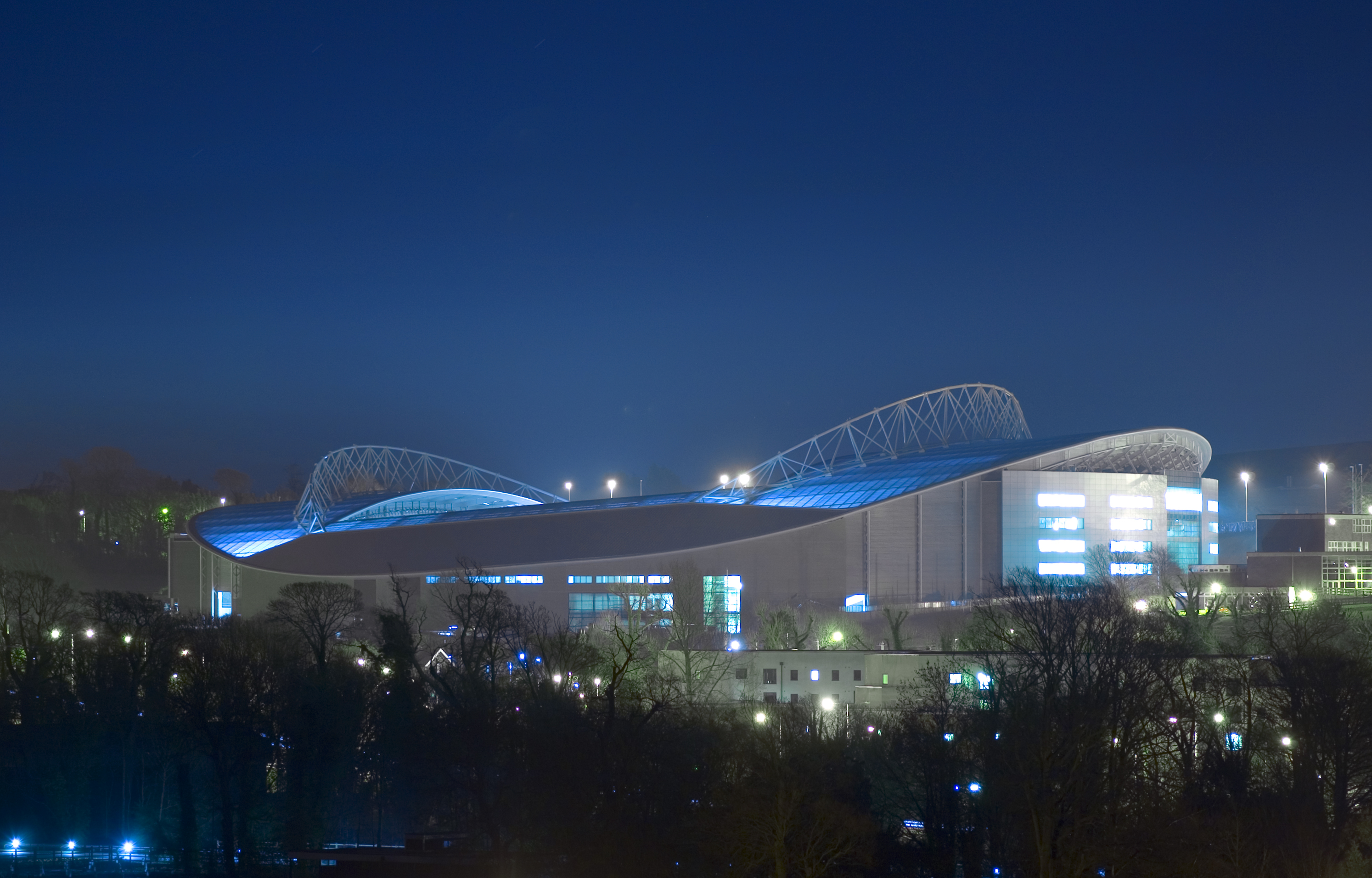
Das beleuchtete Stadion bei Nacht
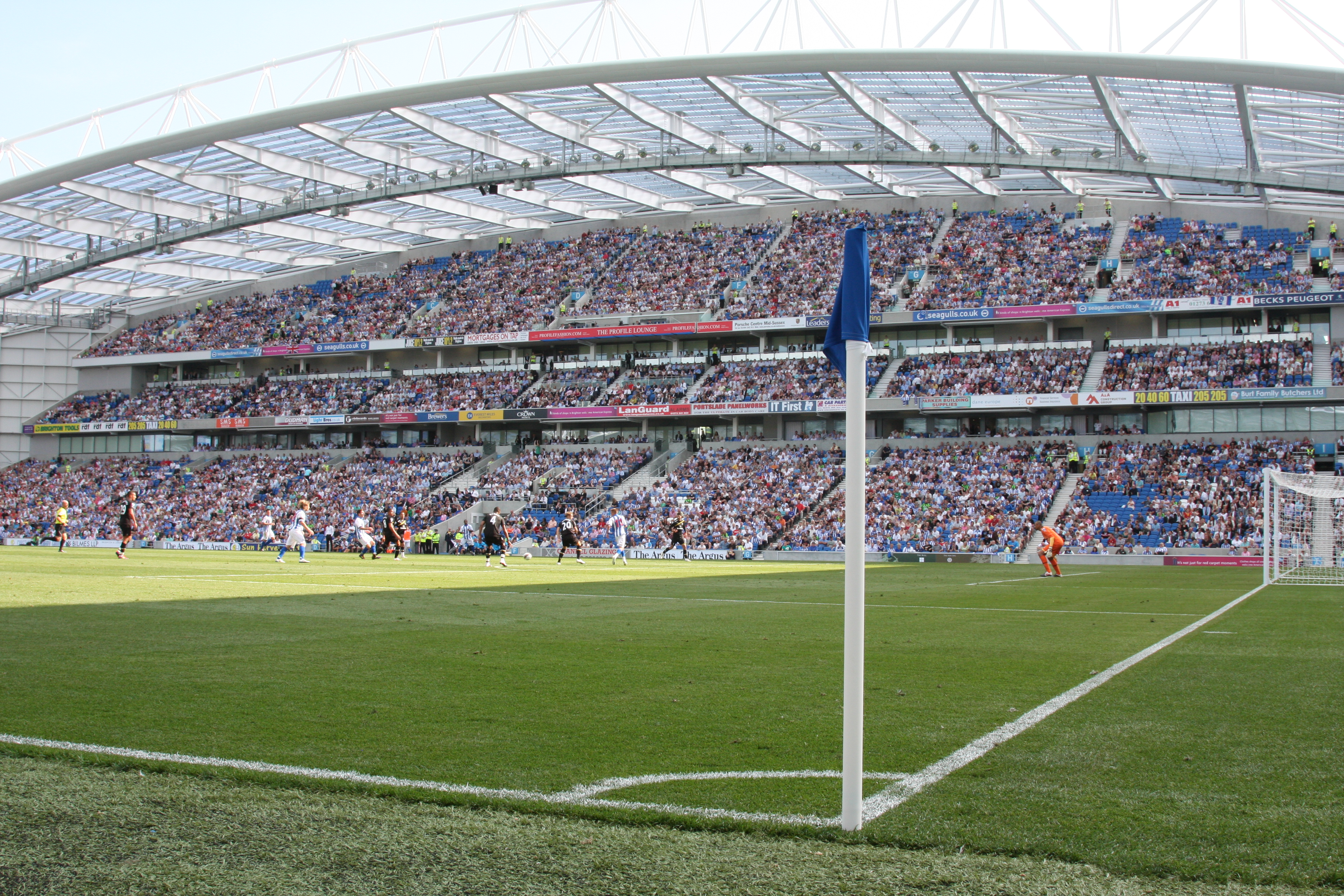
Die dreistöckige Haupttribüne
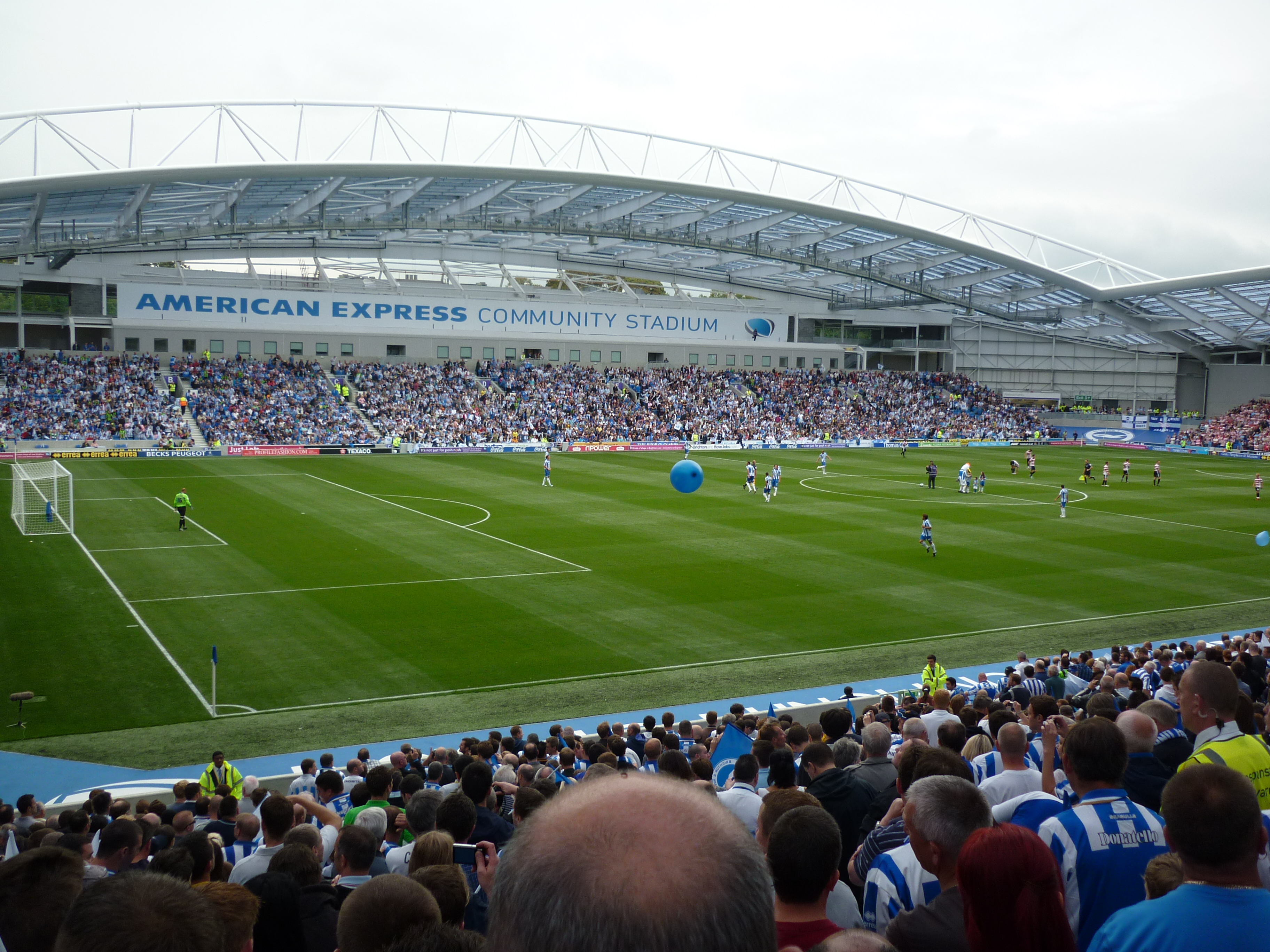
Die Gegengerade
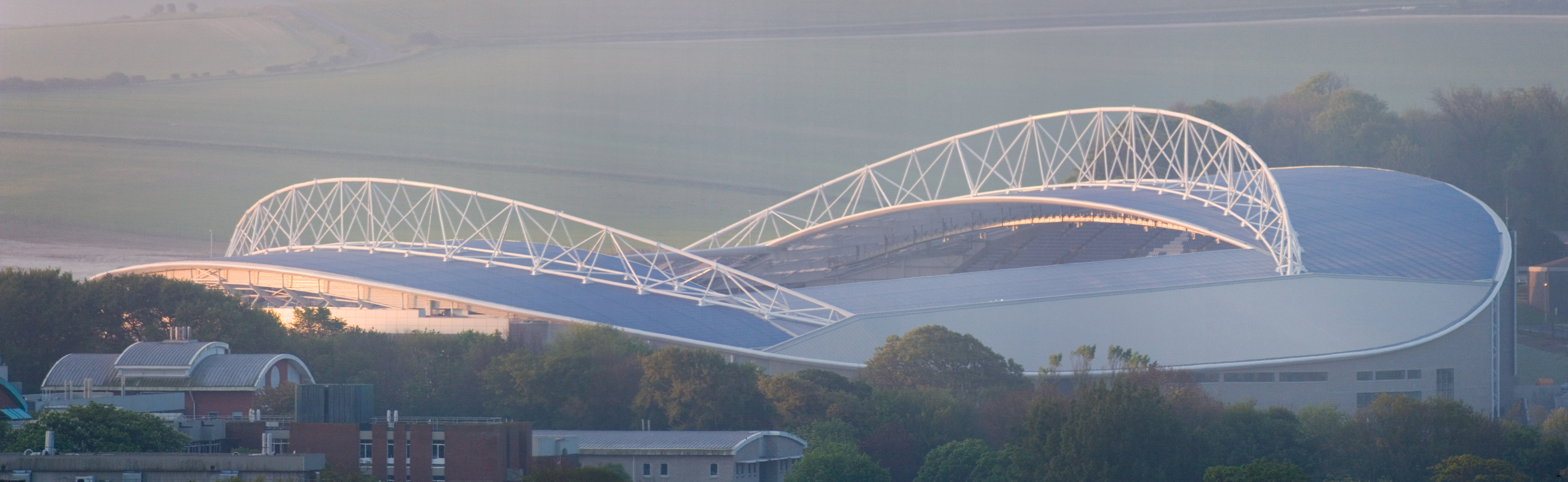
Außenpanorama des Stadions